# Ԁ
Dami dje (minúscula: ԁ; cursiva: Ԁ ԁ) es una letra del alfabeto de molodtsov, una versión de cirílico. Fue utilizado sólo en la escritura del idioma komi en la década de 1920 y en las lenguas mordvínicas. El minúscula se parece a la minúscula de la letra latina D (d d) y su forma mayúscula se parece a una versión de la letra latina P mayúscula rotada o a una yer invertida. 
Representa la oclusiva alveolar sonora /d/, como la pronunciación de ⟨d⟩ en "India". Este sonido está representado por la letra cirílica Д en otros alfabetos cirílicos.

## Códigos de computación
| Caracter                    | Ԁ                               | Ԁ                               | ԁ                             | ԁ                             |
| --------------------------- | ------------------------------- | ------------------------------- | ----------------------------- | ----------------------------- |
| Nombre unicode              | CYRILLIC CAPITAL LETTER KOMI DE | CYRILLIC CAPITAL LETTER KOMI DE | CYRILLIC SMALL LETTER KOMI DE | CYRILLIC SMALL LETTER KOMI DE |
| Codificaciones              | Decimal                         | hex                             | dec                           | hex                           |
| Unicode                     | 1280                            | U+0500                          | 1281                          | U+0501                        |
| UTF-8                       | 212 128                         | D4 80                           | 212 129                       | D4 81                         |
| Numeric character reference | &#1280;                         | &#x500;                         | &#1281;                       | &#x501;                       |